# V peřině
V peřině je český film, muzikálová komedie, z roku 2011, ve kterém vystoupili Lucie Bílá, Karel Roden, Matěj Převrátil, Bolek Polívka, Amélie Pokorná, Eliška Balzerová a další. Na hudbě se podílela hudební skupina Kabát.

## Obsazení
| Lucie Bílá                | maminka                         |
| Karel Roden               | tatínek                         |
| Amelie Pokorná Zedníčková | Vendulka                        |
| Matěj Převrátil           | Matěj                           |
| Bolek Polívka             | děda                            |
| Eliška Balzerová          | babička                         |
| Nina Divíšková            | paní Hilda                      |
| Arnošt Goldflam           | policista                       |
| Jiří Mádl                 | pan Karel                       |
| Anna Stropnická           | Bětka (zpívá Iva Marešová)      |
| Nikol Moravcová           | dívka sen (zpívá Helena Zeťová) |
| Milan Šteindler           | soused Pepa                     |
| Marek Vašut               | soused Franta                   |
| Tatiana Vilhelmová        | paní se psem                    |
| Alena Mihulová            | pekařka                         |
| Jana Krausová             | paní na hlídání                 |
| Josef Vojtek              | hospodský                       |
| Kryštof Michal            | metař                           |
| Dara Rolins               | učitelka ze školky              |

## Recenze
- Kamil Fila, Aktuálně.cz, 21. června 2011
- Tereza Spáčilová, iDNES.cz, 15. června 2011
- Matěj Svoboda, MovieZone.cz, 22. června 2011
- František Fuka, FFFilm, 6. června 2011